# Tejo de Salas

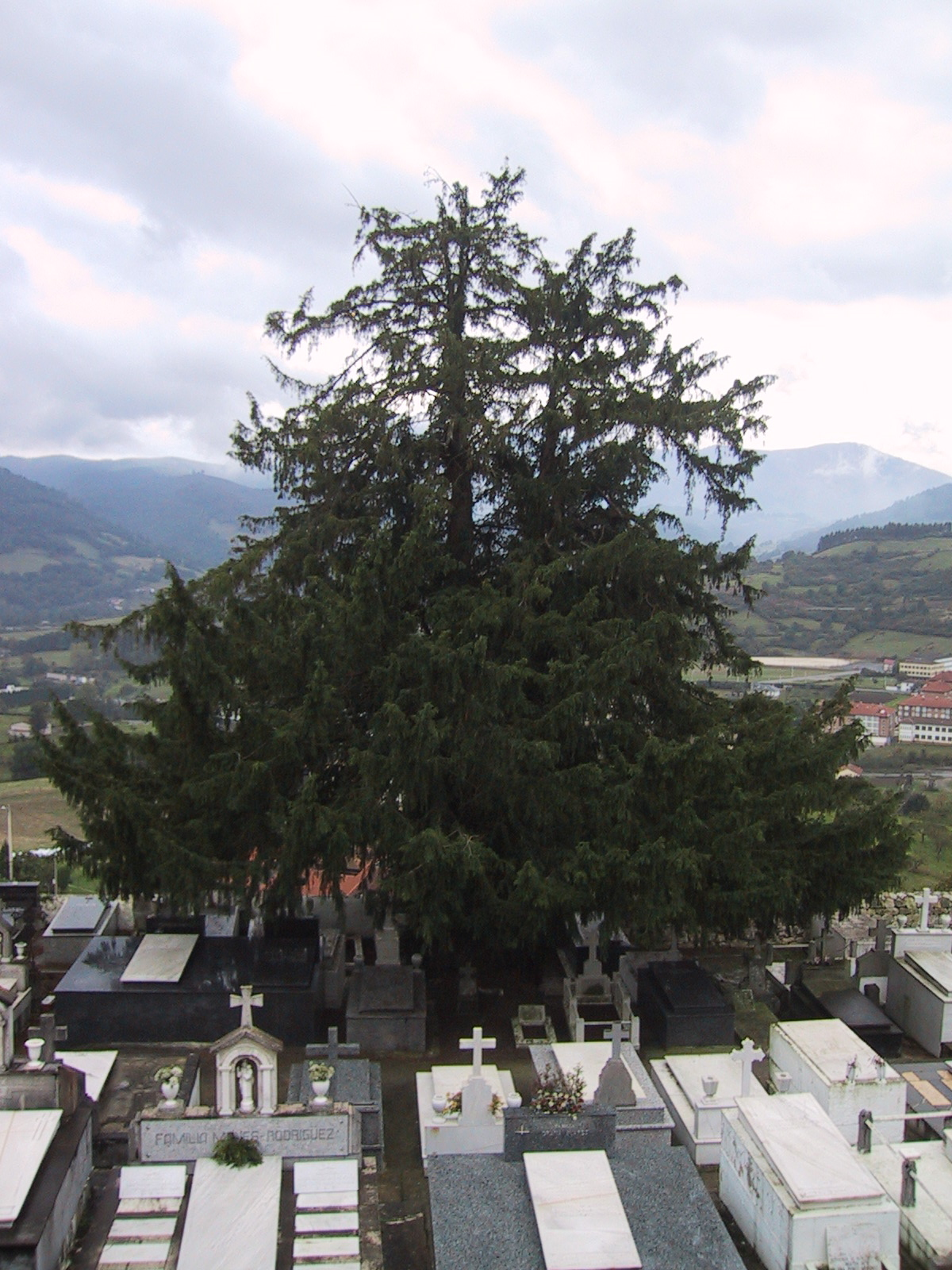
Vista del árbol de Tejo de Salas

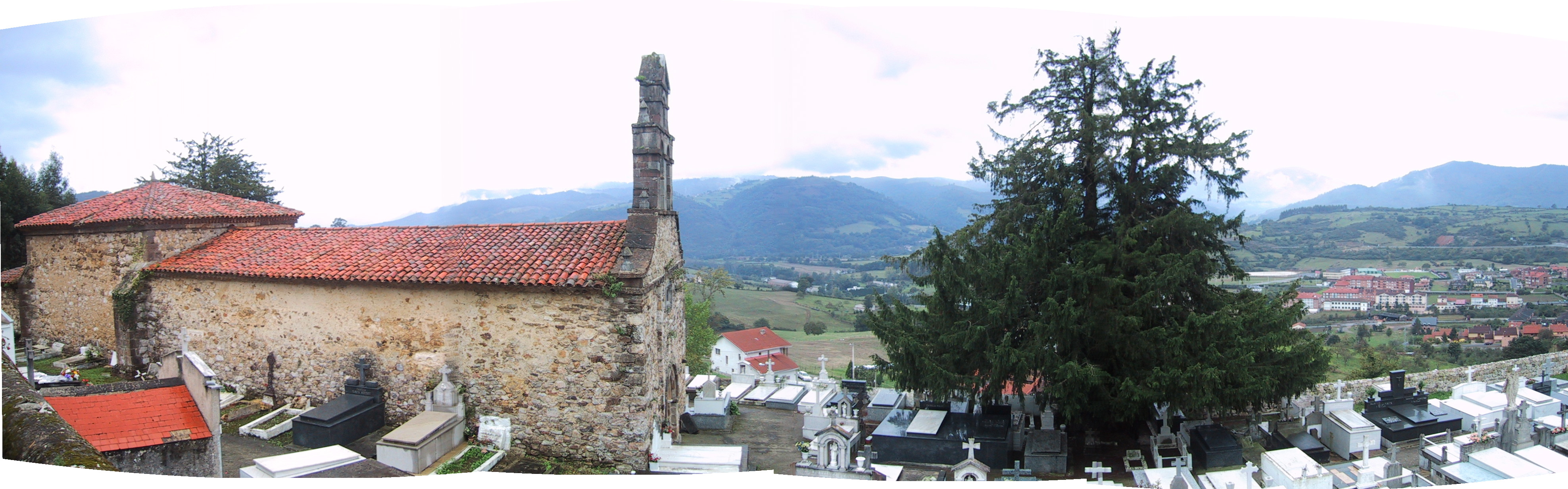
Vista del árbol de Tejo de Salas

El tejo de Salas es un árbol de tejo milenario[cita requerida] que se encuentra en el cementerio de la localidad de asturiana de Salas (España). Se ubica al lado de la iglesia parroquial de San Martín en el concejo. Como solía suceder en estos casos, el árbol era venerado por las comunidades antiguas, cosa que aprovechó la iglesia para edificar luego sus templos. 
Sus dimensiones son de 15,5 metros de altura, 13 de envergadura de copa y algo más de 6 de perímetro. Este tejo milenario está declarado monumento natural el 27 de abril de 1995 por lo que está protegido e incluido en el plan de recursos naturales de Asturias.